# Světluška a Světlička

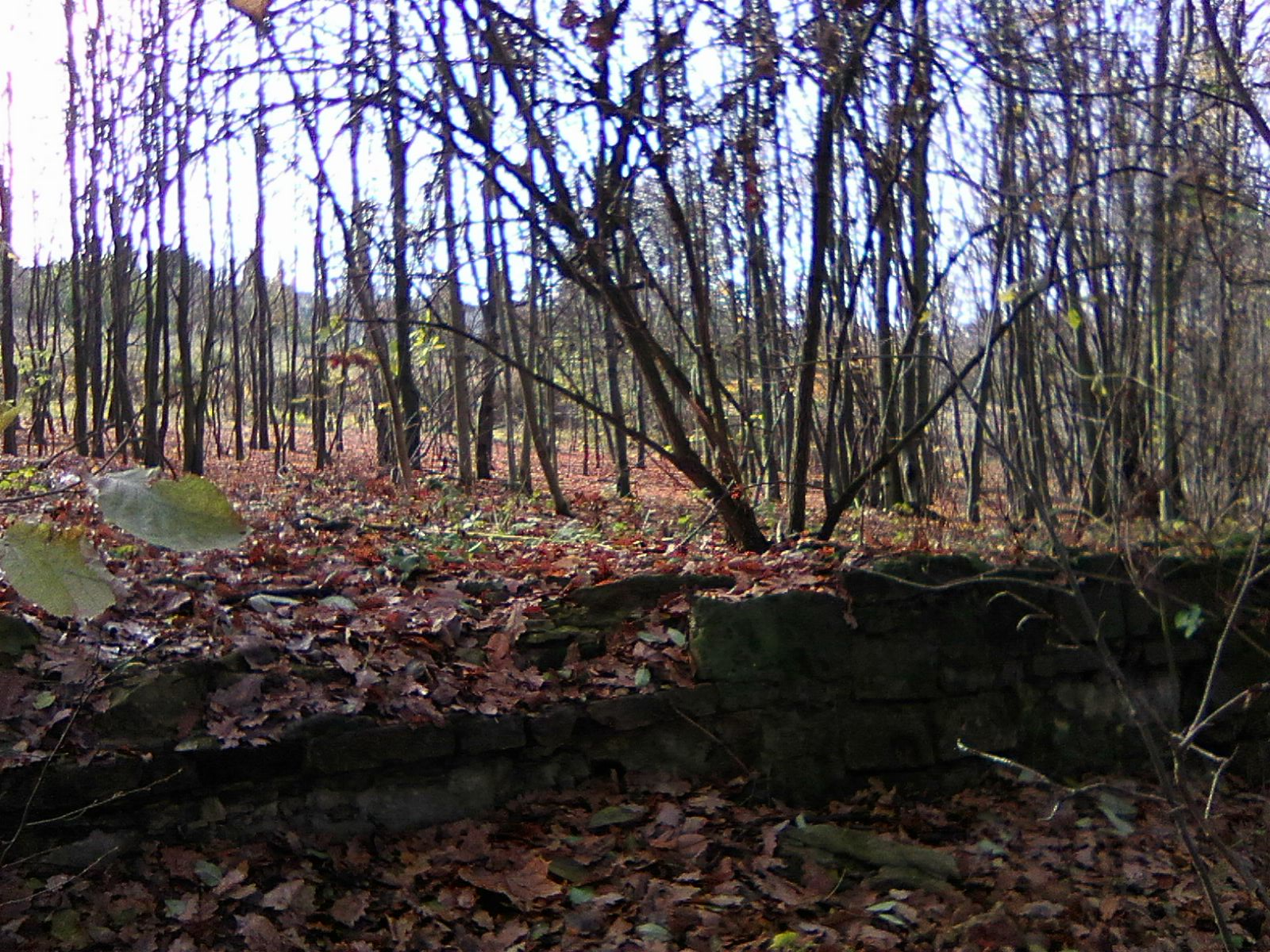
Okolí pietního místa Světluška

Světluška a Světlička jsou historické místní názvy pro fragmentárně dochované vodovodní objekty v Praze 6-horní Liboci. Jsou to navzájem zaměnitelná a v literatuře zaměňovaná jména. Nacházejí se mezi potoky v terénu královské obory Hvězda, v severním okolí letohrádku Hvězda. 
Tradovalo se, že prvotní lidový název Světluška a U Světlušky označoval pietní místo protestantů, padlých v bitvě na Bílé Hoře, a proto je katoličtí úředníci habsburské monarchie chtěli odstranit tím, že pojmenovali Světluška také jiná místa v okolí. Později byly některé Světlušky přemístěny, přestavěny a přejmenovány na Světličky. Nezřídka bývají oba názvy používány současně a stále se pletou.

## Historie

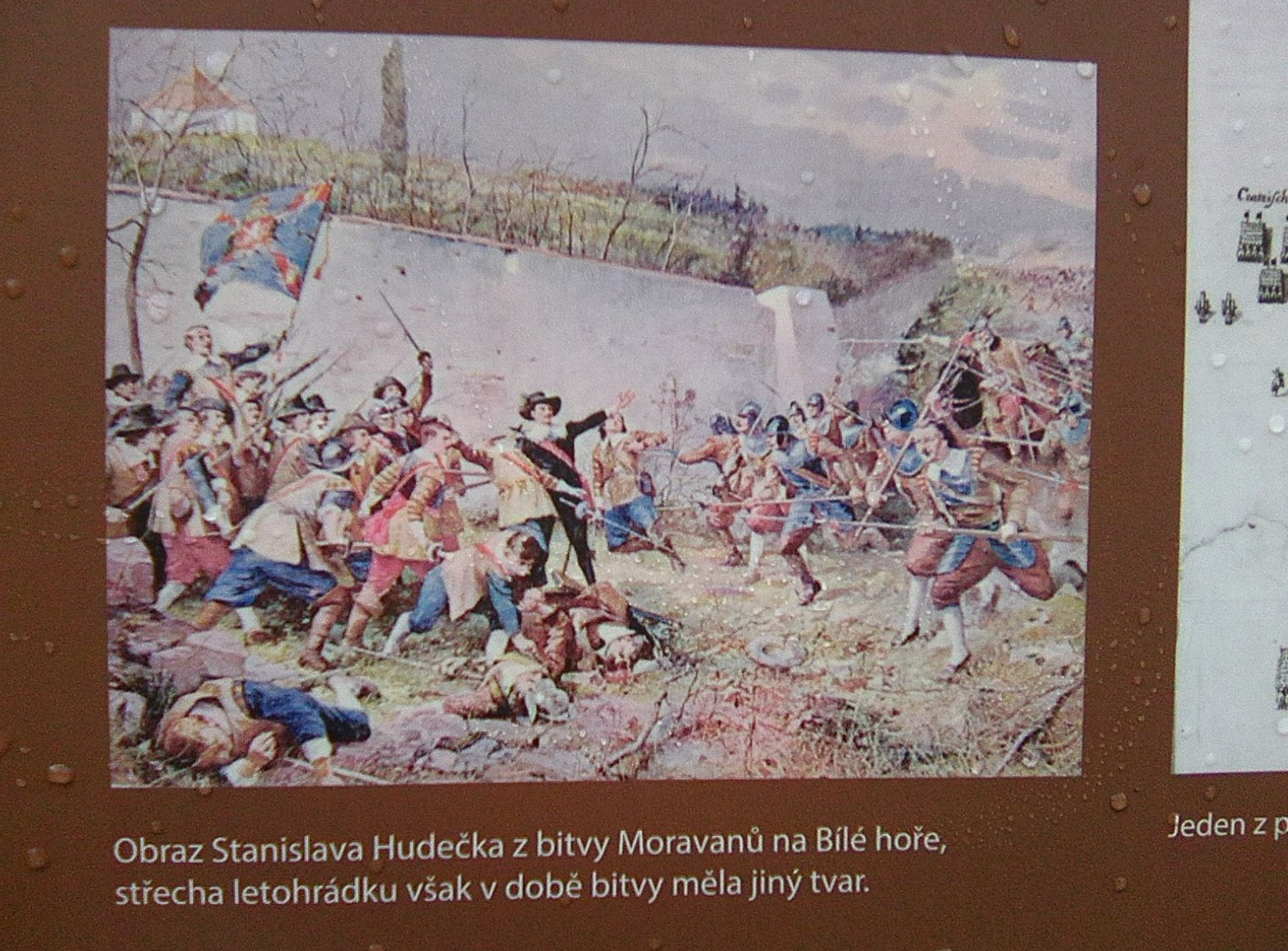
Reprodukce ilustrace Stanislava Hudečka z roku 1923

V roce 1781 byl vydán Toleranční patent, který zaručoval svobodu vyznání. Dosud tajní evangelíci mohli opustit římskokatolickou církev, ale katolíci jim upírali pohřby na stávajících hřbitovech. Proto si evangelíci založili vlastní hřbitov u Bílé hory. Zatímco v poutním areálu kostela Panny Marie Vítězné katolíci oslavovali vítězství bitvy na Bílé hoře, evangelíci vzdávali hold poraženým českým stavům tím, že zapalovali svíčky u zdi obory Hvězda. Romantickou představu pietní slavnosti z období národního obrození namaloval roku 1922 ilustrátor historického románu Josef Svátka Stanislav Hudeček. Znázornil boj Moravanů v závěrečné fázi bitvy, podobně jako Komenského slovník naučný v 1. svazku z roku 1937 pod heslem Bílá hora takto: „Na bojišti zůstal jen Šlik se svým plukem Moravanů, kteří tu v strašné řeži po udatné obraně byli pobiti.“ Svíčky evangelíků a vlastenců hořící u zdi obory vypadaly zdálky jako světlušky, místu se lidově říkalo U Světlušky a rakouské policii se to nelíbilo. V revolučním roce 1848 rakouské úřady nepovolily pražským studentům uctít v těchto místech památku padlých bojovníků. Studenti pak využili blízký toleranční hřbitov a věnce pro bělohorské padlé položili tam. Na shromáždění řečnil také Josef Václav Frič. O události se psalo v dobovém tisku.

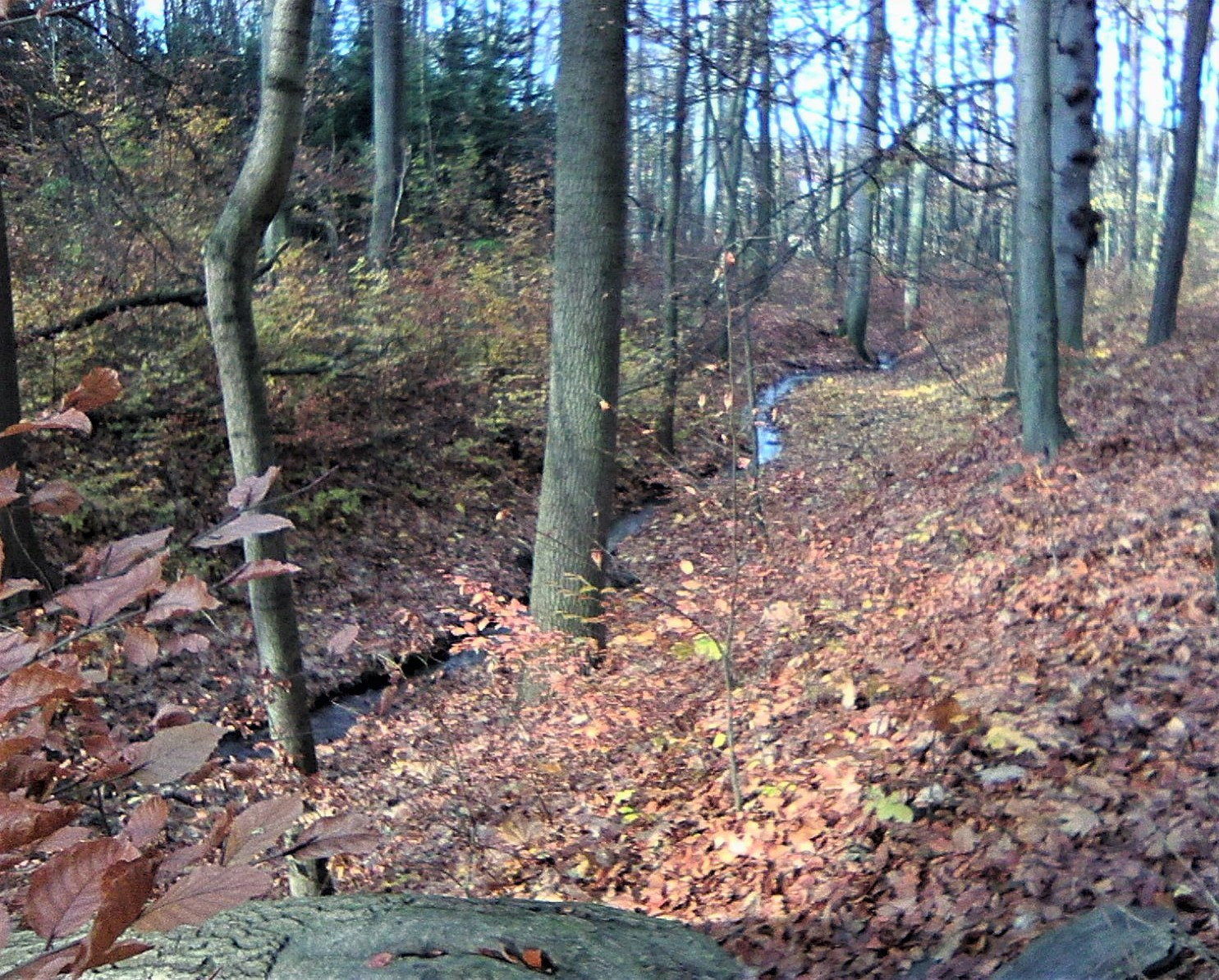
Potok Světluška

Pietní místo zaniklo, protože tato část zdi nebyla udržována, zbortila se a zarostla křovím. Místo pro uctění všech padlých bělohorských bojovníků vybudovala v roce 1920 Sokolská župa podbělohorská v podobě Mohyly na Bílé hoře.

## Přehled

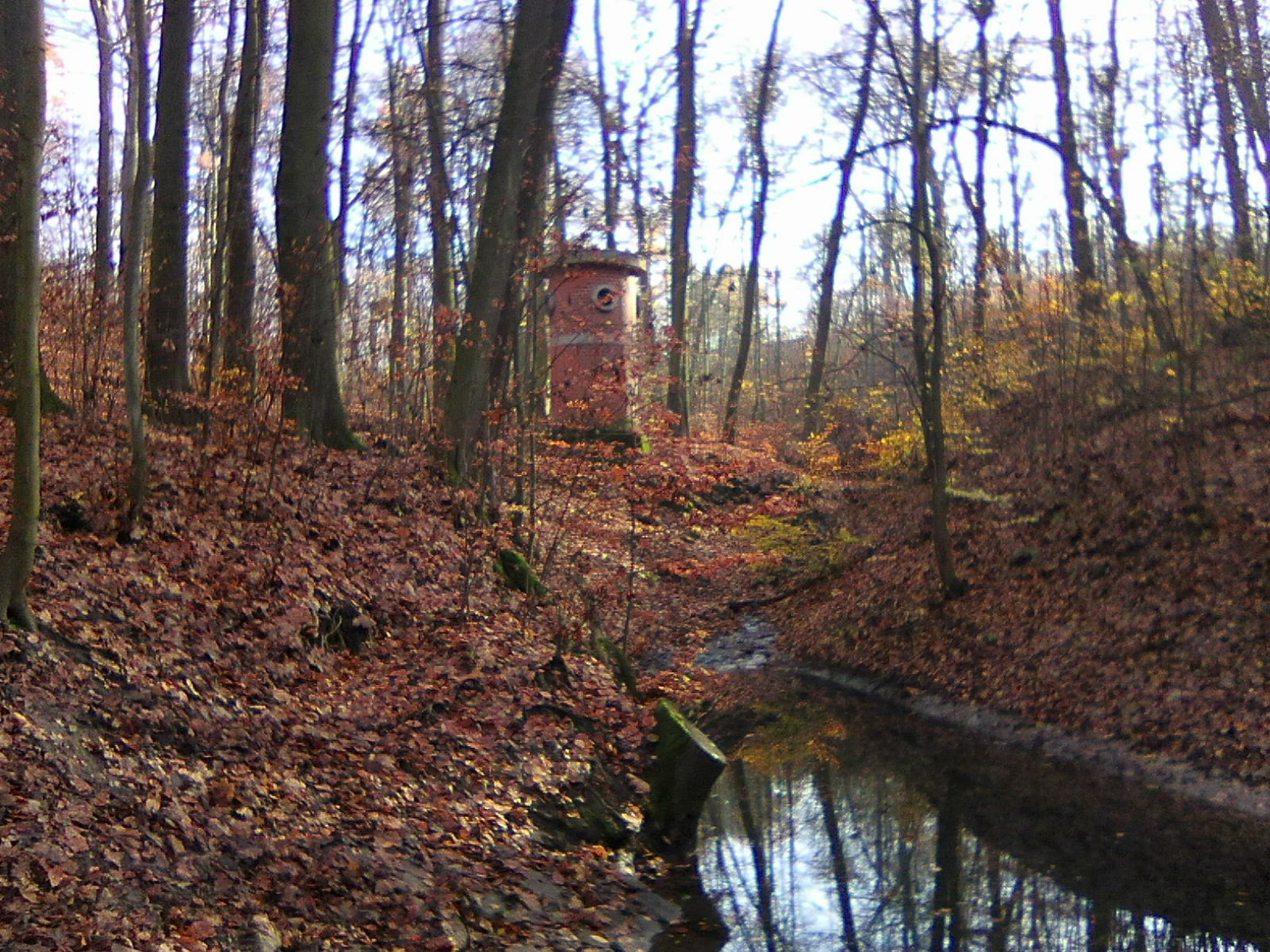
Současná situace věže štoly u potoka Světluška a pramene Světlička

Oborou Hvězda prochází přehledná naučná stezka. Toto je shrnutí pojmů Světluška a Světlička:

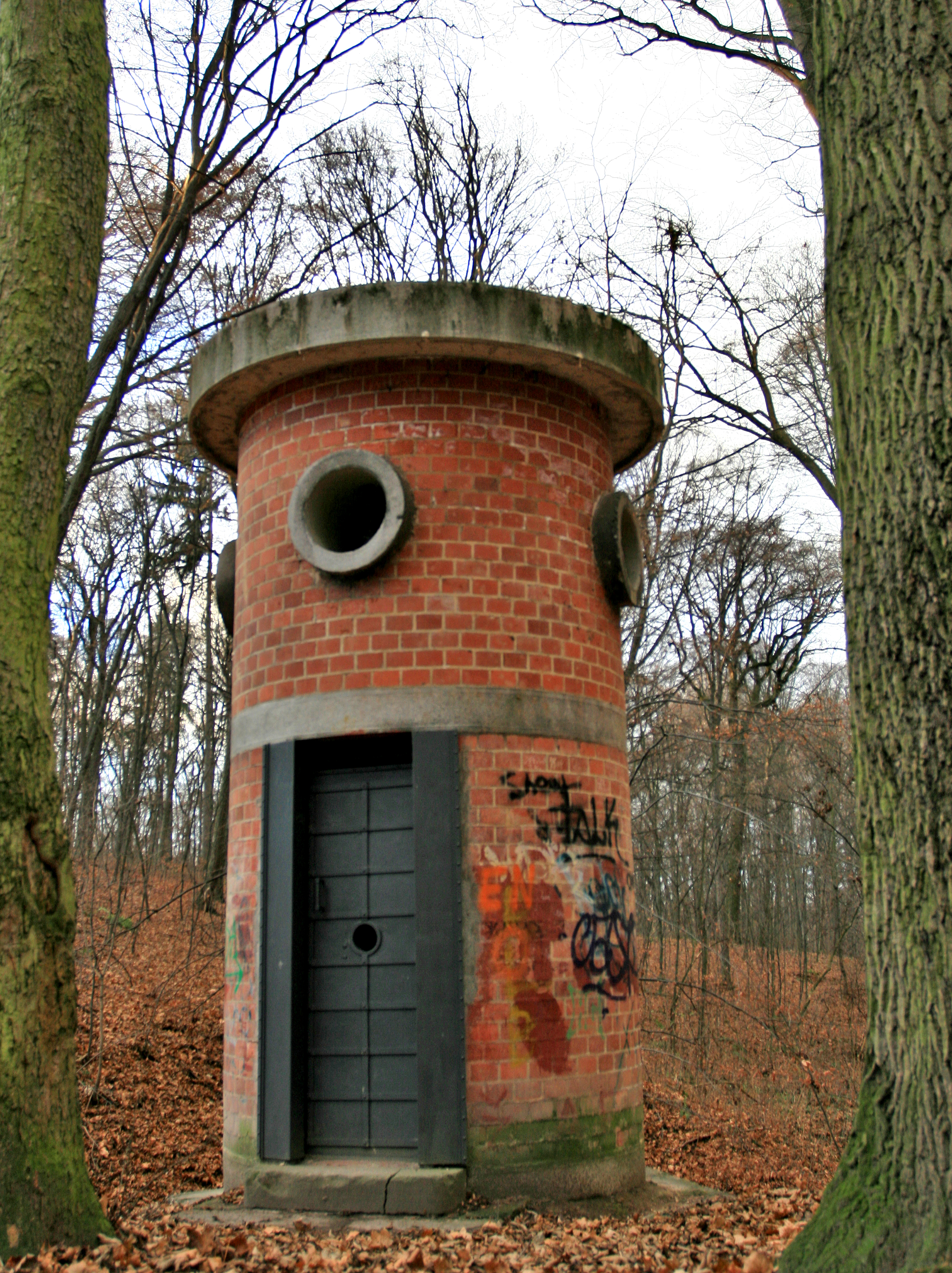
Vodojem Světlička je z roku 1930.

### Světluška
- Vodní pramen Světluška – tekl z trubky ve zdi obory a byl přemístěn.[4]
- Studniční domek Světluška – byl zbourán.[4]
- Štola Světluška. Podzemní dílo bylo přestavěno z historického hradního vodovodu a dokončeno v roce 1930. Sloužilo do roku 1974 jako zdroj pitné vody pro celou Ruzyni. Válcová věž patří pod Správu Pražského hradu a od 2. 10. 1996 bylo rozhodnutím č. 4905/1993 vodní dílo prohlášeno jako nemovitá kulturní památka.[5][6] Hradní vodovod Světluška se nachází ve štole, nad zemí je v popisu památky uvedena čerpací stanice s vodojemem.[7]
- Potok Světluška

### Světlička
- Vodní pramen Světlička či Nad Světličkou.[8][9] Další jeho názvy jsou Pod letohrádkem a Světluška. Jedná se o přemístěný pramen tekoucí z trubky ve zdi obory (původní pramen Světluška). Nově teče tento pramen z modré trubky umístěné v blízkosti studničního domku Světlička, tam dostal několik dalších názvů.
- Válcová funkcionalistická věž přečerpávací stanice Světlička.[10] Nahradila původní domek Světlušky. Další názvy stavby Světlička jsou např. Studánka Světlička,  rovněž je popsána jako vodojem či čerpací stanice hradního vodovodu.[11]